# Ludwig Correggio
Pour les articles homonymes, voir Correggio.

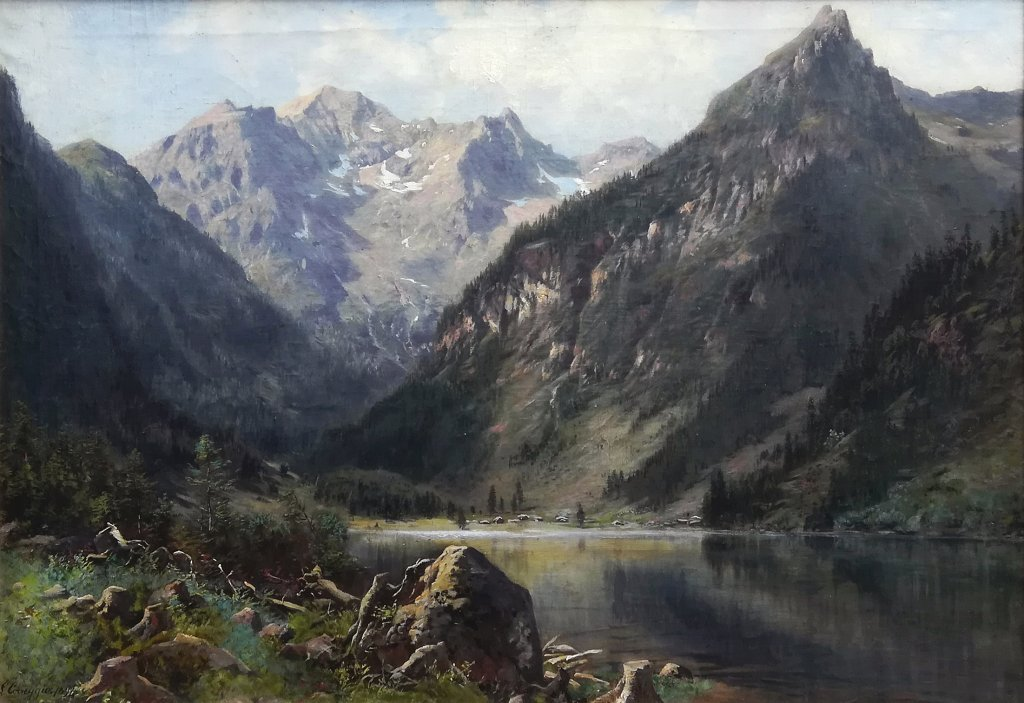
Un lac dans les Alpes.

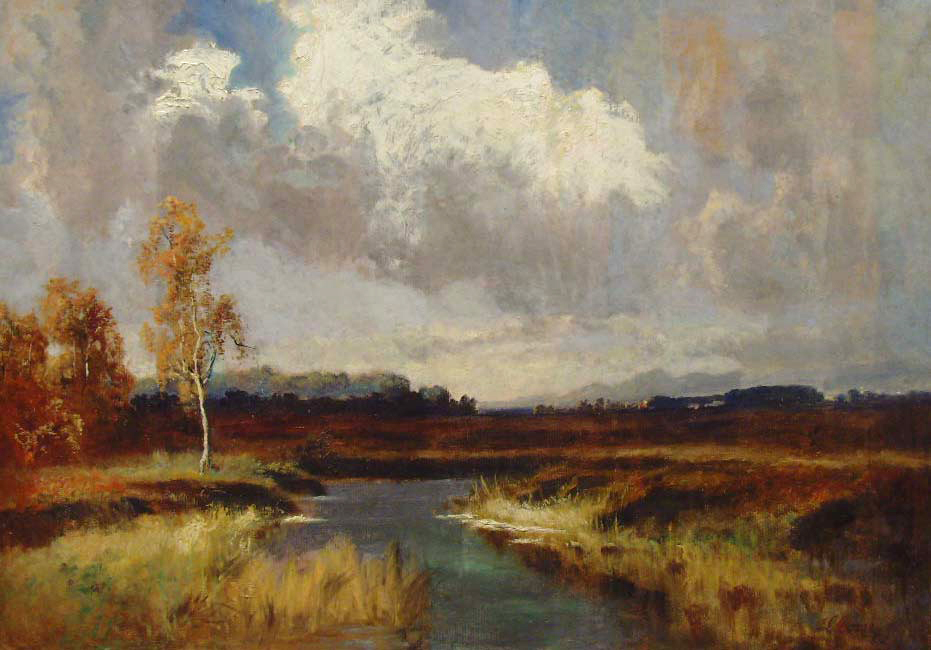
Paysage de bruyère.

Ludwig Correggio, né le 15 mai 1846 à Munich et mort en 1920 ou en 1930 dans la même ville, est un peintre paysagiste allemand.

## Biographie
Ludwig Correggio est né le 15 mai 1846 à Munich,. Il est le fils de Joseph Correggio,, et le frère aîné du peintre Max Correggio (de) (1854-1908).
Après avoir pris des cours de peinture auprès de son père, Correggio étudie à l'Académie des beaux-arts de Munich avec Hermann Anschütz à partir du 21 octobre 1861. Après ses études, il visite le Tyrol, la Styrie et l'Italie. Correggio est ami de Wilhelm Leibl.
Il peint surtout des paysages.
Il est mort en 1920 ou en 1930 à Munich.

## Œuvre
- Junges Mädchen in Tracht[5]